# Autorizație de construcție
Autorizație de construcție sau permis de construire în alte țări este un act administrativ, care se referă la realizarea sau modificarea unei construcții, în funcție de utilizarea sa (locuință, comerț, birouri, etc.), precum și în ceea ce privește normele de aplicare a acestora.

## Despre autorizație de construcție
Franța
Dreptul de a construi este strâns reglementat de un set de legi ale căror scopuri au variat (respectarea standardelor de igienă și de construcție) și constau, în esență, în:
- dezvoltare urbană;
- echilibrul dintre zonele urbane și cele agricole, locuințe, locuri de muncă;
- amplasarea și distribuția dotărilor publice.

În Franța autorizația de construcție a început să se emită din anul 1943, aceasta este consecința preocupării tot mai mare a autorităților publice pentru controlul construcțiilor urbane.  

## Definiție
Franța
Autorizația de construire este o autorizație administrativă obligatorie care permite oricărei persoane(fizice sau juridice, publice sau private) să construiască o construcție.
În conformitate cu Codul de urbanism și declarația prealabilă, este posibilă verificarea construcției preconizată dacă se respectă diferitele reguli, natura construcției(rezidențiale, comerciale, industriale, agricole etc.) în funcție de caracterul zonei de destinații(locuință, afaceri, hotel, birou etc.), amplasarea, serviciul, înălțimea si aspectul exterior al construcției, standardele de parcare, spatii deschise sau verzi, etc. 
România
Autorizația de construire constituie actul final de autoritate al administrației publice locale pe baza căruia este permisă executarea lucrărilor de construcții corespunzător măsurilor prevăzute de lege referitoare la amplasarea, conceperea, realizarea, exploatarea și postutilizarea construcțiilor .

## Informații autorizație de construcție în România
Autorizarea executării lucrărilor de construcții
Executarea lucrărilor de construcții este permisă numai pe baza unei autorizații de construire sau de desființare, la solicitarea titularului identificat prin număr cadastral din C.F., în cazul în care legea nu dispune altfel. 
Primul pas pentru emiterea autorizare de construcție este solicitarea printr-o cerere scrisă la unitatea teritorială administrativă de care aparține(primărie sau consiliu județean) a certificatului de urbanism. 
Avizele și acordurile stabilite prin certificatul de urbanism se solicită de către investitor/beneficiar și se obțin de la autoritățile competente în domeniu înaintea depunerii documentației pentru autorizarea executării lucrărilor de construcții la autoritățile administrației publice competente pentru:
- asigurarea și racordarea/branșarea la infrastructura edilitară, respectiv utilități publice (apa , gazul, curent electric),   în condițiile impuse de caracteristicile și amplasamentul rețelelor de distribuție/transport energetic din zona de amplasament, canalizare,  termoficare(încălzire) și alte sisteme de comunicații (telefonie), eliminarea deșeurilor, etc.;
- racordarea la rețeaua căilor de comunicații;
- securitatea la incendiu, protecția civilă, protecția sănătății populației, etc.[2]

După finalizarea cerințelor impuse în certificatul de urbanism și plata taxelor stipulate potrivit legii, se revine la unitatea emitentă cu o nouă solicitare scrisă și documentele solicitate prin certificat pentru emiterea autorizației de construcție.
Personalul de specialitate din cadrul unității verifică documentele primite inclusiv documentația tehnică dacă s-a cerut și lucrările executate în teren conform prevederile legale. În funcție de cele constatate se emite sau respinge motivat autorizație de construcție.
Autorizația de construcție se emit de președintele consiliului județean sau de primarul localității în funcție de zona de responsabilitate a fiecăruia (județ, municipiu, oraș sau comună). 
Valabilitatea autorizației
Autorizația de construire este valabila cel mult 12 luni cu posibilitatea prelungirii termenului  cu 12 luni înaintea expirării termenului de valabilitate a acesteia cu 15 zile lucrătoare, printr-o cerere scrisă la emitent.
Clădirile pentru care  este obligatoriu autorizație
Autorizația de construire este obligatorie în cazul clădirilor civile precum: case, locuințe colective, clădiri de învățământ, de cultură, sport, administrative sau comerciale pentru lucrări precum construire, reconstruire, consolidare, modificare, extindere, reabilitare, schimbare de destinație, cu unele excepții.